# Toepolev Tu-70
De Toepolev Tu-70 (Russisch: Туполев Ту-70) (NAVO-codenaam: Cart) was de passagiersvariant van de Tu-4-bommenwerper met een drukcabine ontworpen voor 72 passagiers door Toepolev. Hij vloog voor het eerst op 27 november 1946. De tests van het vliegtuig waren succesvol en hij was klaar voor serieproductie. Het toestel ging uiteindelijk niet in productie door belangrijkere militaire orders en omdat Aeroflot nog niet klaar was om met dit soort vliegtuigen te vliegen.

## Specificaties
- Bemanning: 6
- Capaciteit: 72 passagiers
- Lengte: 35,4 m
- Spanwijdte: 44,5 m
- Hoogte:
- Vleugeloppervlak: 166 m²
- Leeggewicht: 38.290 kg
- Beladen gewicht: 60.000 kg
- Topsnelheid: 568 km/h
- Bereik: 5.000 km
- Plafond: 11.000 m
- Aandrijving: 4× Sjvetsov Asj-73TK stermotoren, 1.800 kW elk.

Bommenwerpers: TB-1 · TB-3 · Tu-2 · Tu-4 · Tu-14 · Tu-16 · Tu-20 · Tu-22 · Tu-22M · Tu-26 · Tu-95 · Tu-126 · Tu-160

Gevechtsvliegtuigen: R-6 · Tu-28 · Tu-128  —  Verkenningsvliegtuigen: Tu-95 · Tu-142

Verkeersvliegtuigen: Tu-104 · Tu-114 · Tu-124 · Tu-134 · Tu-144 · Tu-154 · Tu-204 · Tu-214 · Tu-244 · Tu-334 · Tu-444

Overig/Experimenteel: ANT-1 · ANT-2 · ANT-4 · ANT-7 · ANT-16 · ANT-20 · ANT-58 · ANT-103 · Tu-70 · Tu-72 · Tu-75 · Tu-80 · Tu-85 · Tu-91 · Tu-96 · Tu-98 · Tu-102 · Tu-105 · Tu-107 · Tu-110 · Tu-116 · Tu-119 · Tu-125 · Tu-155 · Tu-156 · Tu-206 · Tu-216